# Burnley Creek
Burnley Creek är ett vattendrag i Kanada.   Det ligger i provinsen Ontario, i den sydöstra delen av landet, 220 km sydväst om huvudstaden Ottawa.
Omgivningarna runt Burnley Creek är en mosaik av jordbruksmark och naturlig växtlighet. Runt Burnley Creek är det ganska glesbefolkat, med 25 invånare per kvadratkilometer.